# Hoplothrips terminalis
Hoplothrips terminalis är en insektsart som först beskrevs av Ian A. Hood och Williams 1915.  Hoplothrips terminalis ingår i släktet Hoplothrips och familjen rörtripsar. Inga underarter finns listade i Catalogue of Life.